# Julião
Julião, właśc. Antonio Elías Julião (ur. 11 kwietnia 1929 w Piracicabie – zm. 15 maja 1973) – piłkarz brazylijski, występujący podczas kariery na pozycji ofensywnego pomocnika.

## Kariera klubowa
Piłkarską karierę Julião rozpoczął w Atlético Piracicabano w 1948 roku. W latach 1950–1953 i 1955–1957 występował w Corinthians Paulista, z którym trzykrotnie zdobył mistrzostwo stanu São Paulo – Campeonato Paulista w 1951, 1952, 1954 oraz dwukrotnie Turniej Rio-São Paulo w 1950 i 1952 roku. W latach 1954 i 1947–1962 grał w Botafogo Ribeirão Preto. Karierę zakończył w klubie Jabotical w 1964 roku.

## Kariera reprezentacyjna
W reprezentacji Brazylii Julião zadebiutował 24 stycznia 1956 w przegranym 1-4 meczu z reprezentacją Chile w Copa América 1956, na której Brazylia zajęła czwarte miejsce. Był to jego jedyny mecz w reprezentacji.